# Jorge Olaechea
Jorge Andrés Olaechea Quijandría (ur. 27 sierpnia 1956 w m. Ica) – piłkarz peruwiański grający na pozycji pomocnika.

## Kariera klubowa
W swojej karierze piłkarskiej Olaechea był zawodnikiem takich zespołów jak: Alianza Lima, kolumbijskie Independiente Medellín i Deportivo Cali oraz rodzimy Club Sporting Cristal, boliwijski Club Bolívar i Municipal Lima.

## Kariera reprezentacyjna
W reprezentacji Peru Olaechea zadebiutował 11 lipca 1979 roku w wygranym 2:1 towarzyskim spotkaniu z Ekwadorem. W 1982 roku został powołany przez selekcjonera Tima do kadry na Mistrzostwa Świata w Hiszpanii. Tam był członkiem wyjściowej jedenastki i zagrał w 3 meczach: z Kamerunem (0:0), z Włochami (1:1) i z Polską (1:5). W swojej karierze zagrał także na Copa América 1979, 1983, 1987 i 1989. Od 1980 do 1989 roku rozegrał w kadrze narodowej 39 spotkań i strzelił 1 gola.